# Escola Técnica da Horta
A Escola Técnica da Horta (1971 — 1977) foi um estabelecimento público de ensino técnico profissional que funcionou na cidade da Horta, ilha do Faial, Açores. A instituição foi criada pelo Decreto n.º 457/71, de 28 de Outubro e extinta, por fusão com o Liceu Nacional da Horta, criando a Escola Secundária da Horta, pelo Decreto Regulamentar n.º 6/77, de 11 de Janeiro.

## História da instituição
Sendo a criação de uma escola técnica nos antigo Distrito Autónomo da Horta uma antiga aspiração, a publicação do Decreto n.º 457/71, de 28 de Outubro, e o consequente arranque da Escola Técnica da Horta no ano lectivo de 1972/1973, foi saudado como um grande melhoramento para as ilhas que o compunham.
A Junta Geral da Horta, entidade que era responsável pelas instalações escolares, providenciou o arrendamento do edifício técnico das antigas companhias dos cabos submarinos, a Trinity House, que, com poucas adaptações, foi posto à disposição da nova escola. As actividades lectivas iniciaram-se no dia 7 de Fevereiro de 1973, com apenas uma turma, em regime nocturno, do Curso Geral de Administração e Comércio.
Ao longo dos anos seguintes o edifício foi sofrendo melhoramentos vários e a escola foi crescendo em número de alunos e em cursos, até que apanhada pela turbulência que se seguiu à restauração da democracia, e à consequente alteração da arquitectura do sistema educativo, foi integrada no então Liceu Nacional da Horta por força do Decreto Regulamentar n.º 6/77, de 11 de Janeiro, recebendo novos alunos pela última vez em 1977.
Apesar da sua curta existência, a Escola Técnica da Horta desempenhou um papel de relevo na formação de pessoal técnico para as ilhas que então constituíam o Distrito Autónomo da Horta, já que tendo arrancado com apenas 29 alunos num curso nocturno, em poucos anos a sua frequência ultrapassou os 300 alunos. Em consequência das baixas qualificações profissionais que então predominavam no mercado de trabalho faialense, a maioria dos alunos eram trabalhadores-estudantes matriculados em regime nocturno.
A escola concedeu centenas de diplomas nos cursos de Electricidade e Contabilidade e Administração, permitindo aos seus formandos uma rápida entrada no mercado de trabalho e acesso a carreiras profissionais que de outra forma lhe estariam vedadas.
A extinção da Escola Técnica da Horta causou um hiato na formação profissional na ilha que apenas foi ultrapassado em 1998 com a criação da Escola Profissional da Horta, instituição que hoje se reclama como a herdeira da Escola Técnica da Horta.